# Complesso di lancio 17

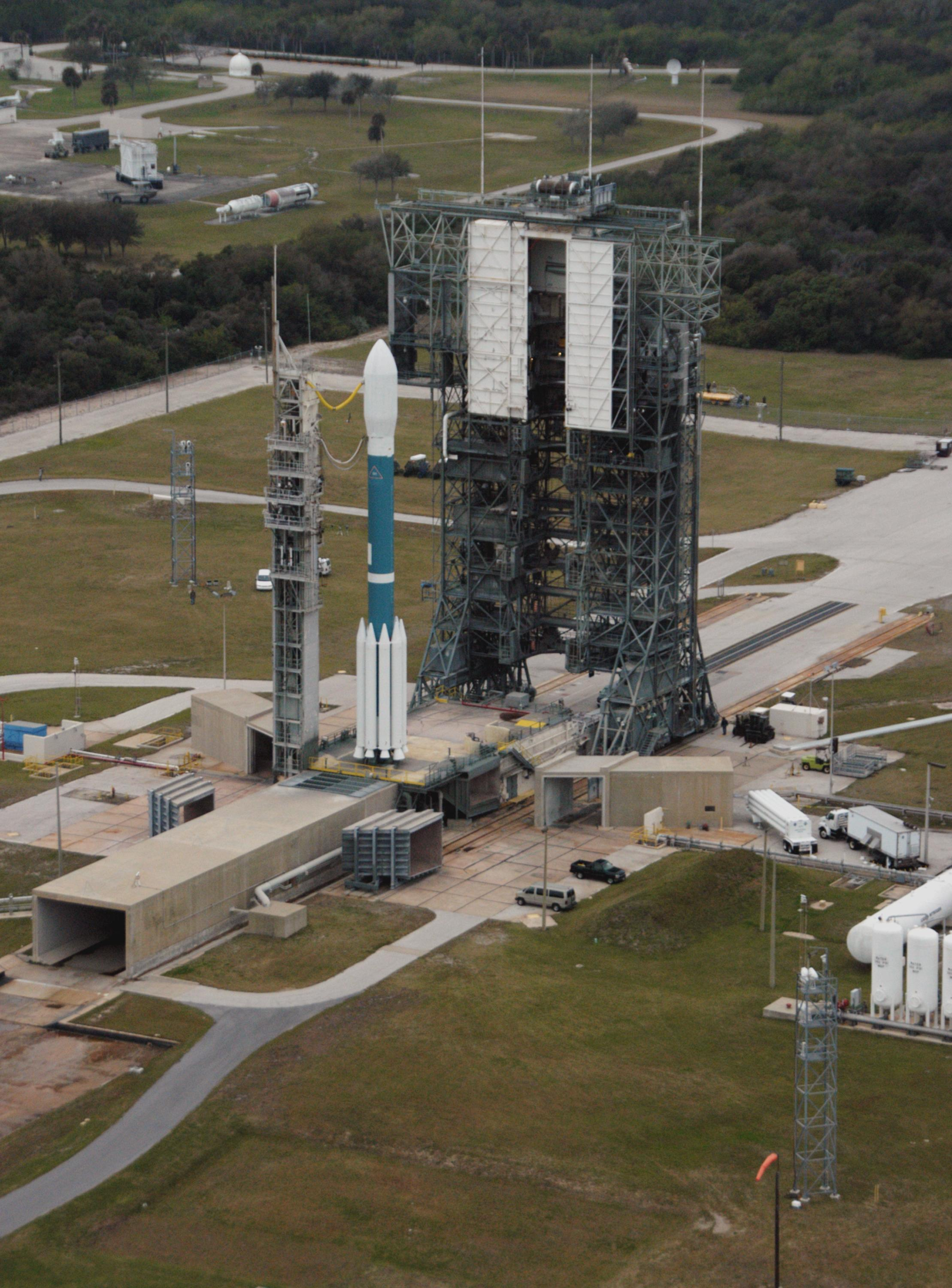
Un razzo Delta II con la sonda THEMIS pronto per il lancio sul Pad 17B il 16 febbraio 2007.

Il Cape Canaveral Air Force Station Space Launch Complex 17 (SLC-17), precedentemente noto come Launch Complex 17 (LC-17), era un sito di lancio della Cape Canaveral Air Force Station, Florida usato per i veicoli di lancio Thor e Delta tra il 1958 e il 2011.

## Storia
Venne costruito nel 1956 per l'uso con il missile PGM-17 Thor, il primo missile balistico nell'arsenale degli Stati Uniti. Più recentemente il complesso di lancio è stato usato per i veicoli della famiglia di lanciatori Delta derivati dal missile Thor, per lanciare sonde verso la Luna e pianeti, osservatori solari e satelliti meteorologici.
Il SLC-17 possiede 2 rampe di lancio per veicoli di lancio non riutilizzabili (ELV), denominate SLC 17A e 17B. Le rampe erano gestite dal 45th Space Wing dell'USAF e avevano supportato più di 300 lanci per il Dipartimento della Difesa, la NASA e voli commerciali. In seguito all'ultimo volo militare nell'agosto 2009 l'SLC-17A venne ritirato dal servizio, mentre l'SLC-17B venne trasferito alla NASA per 2 voli.
Il pad 17A effettuò il primo volo del missile Thor il 3 agosto 1957, mentre il 17B il 25 gennaio 1957. Il sito venne aggiornato nei primi anni sessanta per supportare una più ampia varietà di ELV moderni derivati dal booster Thor di base, chiamati Delta.
Tra l'inizio del 1960 e la fine del 1965 35 voli del Delta vennero lanciati dal complesso 17. Allora il complesso veniva gestito dall'Air Force, che successivamente lo trasferì alla NASA nel 1965, per poi riprenderlo nel 1988 per il programma Delta II.
Dopo molti lanci del Delta II per tutta la decade successiva, il pad 17B venne modificato nel 1997 per supportare un nuovo veicolo di lancio più potente, il Delta III, che eseguì il primo volo il 26 agosto 1998. Il lancio terminò in fallimento, così come il volo nell'anno successivo. Dopo che il terzo volo, eseguito il 23 agosto 2000, posizionò un simulatore di massa in un'orbita più bassa di quella programmata, il programma venne abbandonato.
Tra le maggiori missioni della NASA lanciate da questo complesso ci sono le sonde Explorer e Pioneer, tutti gli Orbiting Solar Observatories, la Solar Maximum Mission, i Biological Satellites (BIOS), l'International Cometary Explorer, i satelliti di meteorologia TIROS e GOES e i Mars Exploration Rovers Spirit e Opportunity.
Il 10 settembre 2011 un Delta II 7920H-10C eseguì l'ultimo volo dallo Space Launch Complex 17, trasportando la sonda GRAIL. Tutti i voli rimanenti del Delta II sarebbero stati eseguiti dalla Vandenberg Air Force Base in California.